# Ladislav Žižka
Ladislav Žižka (ur. 8 marca 1945 w Dvůr Královém) – czeski biathlonista reprezentujący Czechosłowację. W 1967 roku wystąpił na mistrzostwach świata w Altenbergu, gdzie zajął 44. miejsce w biegu indywidualnym. Był też między innymi czwarty w sztafecie podczas mistrzostw świata w Zakopanem w 1969 roku oraz piętnasty w biegu indywidualnym podczas mistrzostw świata w Mińsku w 1974 roku. W 1968 roku wystartował na igrzyskach olimpijskich w Grenoble, zajmując 55. miejsce w biegu indywidualnym. Na rozgrywanych cztery lata później igrzyskach w Sapporo zajął 36. miejsce w biegu indywidualnym i dwunaste w sztafecie. Brał również udział w igrzyskach w Innsbrucku w 1976 roku, plasując się na 24. pozycji w biegu indywidualnym i dziewiątej w sztafecie. Nie wystąpił w zawodach Pucharu Świata.

## Osiągnięcia

### Igrzyska olimpijskie
| Rok  | Miejscowość | Konkurencje | Konkurencje | Konkurencje | Konkurencje | Konkurencje | Konkurencje | Konkurencje |
| Rok  | Miejscowość | IN          | SP          | PU          | MS          | RL          | MR          | SR          |
| ---- | ----------- | ----------- | ----------- | ----------- | ----------- | ----------- | ----------- | ----------- |
| 1968 | Grenoble    | 55.         | nd.         | nd.         | nd.         | –           | nd.         | –           |
| 1972 | Sapporo     | 36.         | nd.         | nd.         | nd.         | 12.         | nd.         | –           |
| 1976 | Innsbruck   | 24.         | nd.         | nd.         | nd.         | 9.          | nd.         | –           |

### Mistrzostwa świata
| Rok  | Miejscowość | Konkurencje | Konkurencje | Konkurencje | Konkurencje | Konkurencje | Konkurencje | Konkurencje |
| Rok  | Miejscowość | IN          | SP          | PU          | MS          | RL          | MR          | SR          |
| ---- | ----------- | ----------- | ----------- | ----------- | ----------- | ----------- | ----------- | ----------- |
| 1967 | Altenberg   | 44.         | nd.         | nd.         | nd.         | –           | nd.         | –           |
| 1969 | Zakopane    | 39.         | nd.         | nd.         | nd.         | 4.          | nd.         | –           |
| 1970 | Östersund   | 44.         | nd.         | nd.         | nd.         | 9.          | nd.         | –           |
| 1974 | Mińsk       | 15.         | 53.         | nd.         | nd.         | 13.         | nd.         | –           |
| 1975 | Anterselva  | 43.         | –           | nd.         | nd.         | 9.          | nd.         | –           |
| 1976 | Anterselva  | nd.         | 37.         | nd.         | nd.         | nd.         | nd.         | –           |